# Smith Valley
Smith Valley és una concentració de població designada pel cens al comtat de Lyon a l'estat de Nevada. Segons el cens del 2000 tenia 1.425 habitants.

## Demografia
Segons el cens del 2000 Smith Valley tenia 1.425 habitants, 552 habitatges, i 419 famílies La densitat de població era de 4,56 habitants per km².
Dels 552 habitatges en un 31,5% hi vivien nens de menys de 18 anys, en un 69,2% hi vivien parelles casades, en un 3,3% dones solteres, i en un 24,1% no eren unitats familiars. En el 19,0% dels habitatges hi vivien persones soles el 6,9% de les quals corresponia a persones de 65 anys o més que vivien soles. El nombre mitjà de persones vivint en cada habitatge era de 2,56 i el nombre mitjà de persones que vivien en cada família era de 2,92.
Per edats la població es repartia de la següent manera: un 24,1% tenia menys de 18 anys, un 4,5% entre 18 i 24, un 24,2% entre 25 i 44, un 31,6% de 45 a 64 i un 15,6% 65 anys o més.
L'edat mediana era de 43,4 anys. Per cada 100 dones hi havia 103,57 homes. Per cada 100 dones de 18 o més anys hi havia 104,15 homes.
La renda mediana per habitatge era de 46.121 $ i la renda mediana per família de 46.625 $. Els homes tenien una renda mediana de 31.574 $ mentre que les dones 29.038 $. La renda per capita de la població era de 21.940 $. Aproximadament el 8,4% de les famílies i el 12,3% de la població estaven per davall del llindar de pobresa.

## Poblacions properes
El següent diagrama mostra les poblacions més properes.